# Groote Sociëteit (Maastricht)
De Groote Sociëteit, sinds 1985 officieel Groote Sociëteit en D'Eglantier, voorheen Groote Sociëteit en Æmulatie (Frans: La Grande Société de Maestricht), is een sociëteit die in 1760 werd opgericht in de Nederlandse stad Maastricht. Oorspronkelijk bedoeld als herensociëteit voor officieren van het garnizoen en leden van de gegoede burgerstand, is het karakter van de vereniging in de loop van de twintigste eeuw geleidelijk veranderd, hoewel een zekere exclusiviteit is blijven bestaan. Het gebouw aan het Vrijthof is sinds 1966 een rijksmonument.

## Geschiedenis
In de tweede helft van de achttiende eeuw was er in het prinsbisdom Luik sprake van een culturele opleving, vooral onder het liberale bewind van de prins-bisschoppen Johan Theodoor van Beieren (1744-1763) en Franciscus Karel de Velbrück (1772-1784), die open stonden voor de ideeën van de Verlichting. In de hoofdstad Luik werden vrijmetselaarsloges opgericht en in 1779 de Société d'Émulation, een sociëteit die zich ten doel stelde het niveau van kunst en wetenschap omhoog te tillen door onderlinge competitie te stimuleren ("emulatie"). Via de stad Luik drongen de ideeën van de Verlichting geleidelijk ook elders door, hoewel de meerderheid van de bevolking ongeletterd was en trouw bleef aan de katholieke leer. In Maastricht werd net als in Luik de behoefte gevoeld aan gelegenheden waar gelijkgestemden uit de sociale bovenlaag elkaar konden ontmoeten. Die bovenlaag was in Maastricht klein en bestond uit leden van het officierenkorps, leden van een tiental patriciërsfamilies en een klein aantal aristocratische kapittelheren en kasteelheren uit de omgeving. De gehele bovenlaag was sterk Frans georiënteerd, zelfs verfranst. In de tweede helft van de achttiende eeuw werden achtereenvolgens opgericht: de vrijmetselaarsloge 'La Constance' (1750), de Groote Sociëteit (1760), de vrijmetselaarsloge 'La Persévérance' (1763) en de Société d'Émulation (1784).
De oprichting in 1760 van een herensociëteit voor hogere militairen en (vaak protestantse) ambtenaren, en een select aantal personen uit de burgerij, was een initiatief van Hobbe Esaias van Aylva (1696-1772), die vanaf 1740 vestingcommandant was en van 1749 tot aan zijn dood gouverneur van Maastricht. In 1762 werd van de weduwe A. Jacob-Weber voor 15.000 gulden een pand op de noordwesthoek van het Vrijthof gekocht, met de bedoeling hierin de nieuwe sociëteit te huisvesten. Het betrof een vrijwel nieuw huis, een kapitaal pand, dat de plaats had ingenomen van de bakkerij en brouwerij van het Sint-Servaaskapittel en de eeuwen oude herberg De Ring.
Vanaf het begin stond de sociëteit open voor burgers en militairen, waarbij het aantal leden over beide groepen gelijk verdeeld moest zijn. Er waren aanvankelijk 52 leden. De sociëteit stond in de patriottentijd en ook daarna bekend als oranjegezind, hoewel de eerste secretaris, Willem Hendrik van Panhuys (1734-1808), zich later ontpopte als patriot. Veel leden waren vrijmetselaars. De leestafel van de sociëteit was populair en men kon er onder andere vanaf 1775 de Encyclopédie van Diderot en D'Alembert raadplegen, het symbool van de Verlichting. In 1780 waren het voornamelijk leden van de Groote Sociëteit die aandeelhouder werden van de nieuwe schouwburg in de voormalige Jezuïetenkerk. Na het uitbreken van de Franse Revolutie in juli 1789, en een maand later de Luikse Revolutie, zegde het bestuur van de sociëteit een aantal progressieve kranten op. In de Franse Tijd (1795-1815) volgde de sociëteit, die in de jaren daarvoor een verzamelpunt voor orangisten was geweest, een pro-Franse, republikeinse koers. Degenen die zich daar niet in konden vinden, verzamelden zich in een dissidente club, die echter in 1798 door de commissaire du Directoire exécutif Monachon werd opgerold.

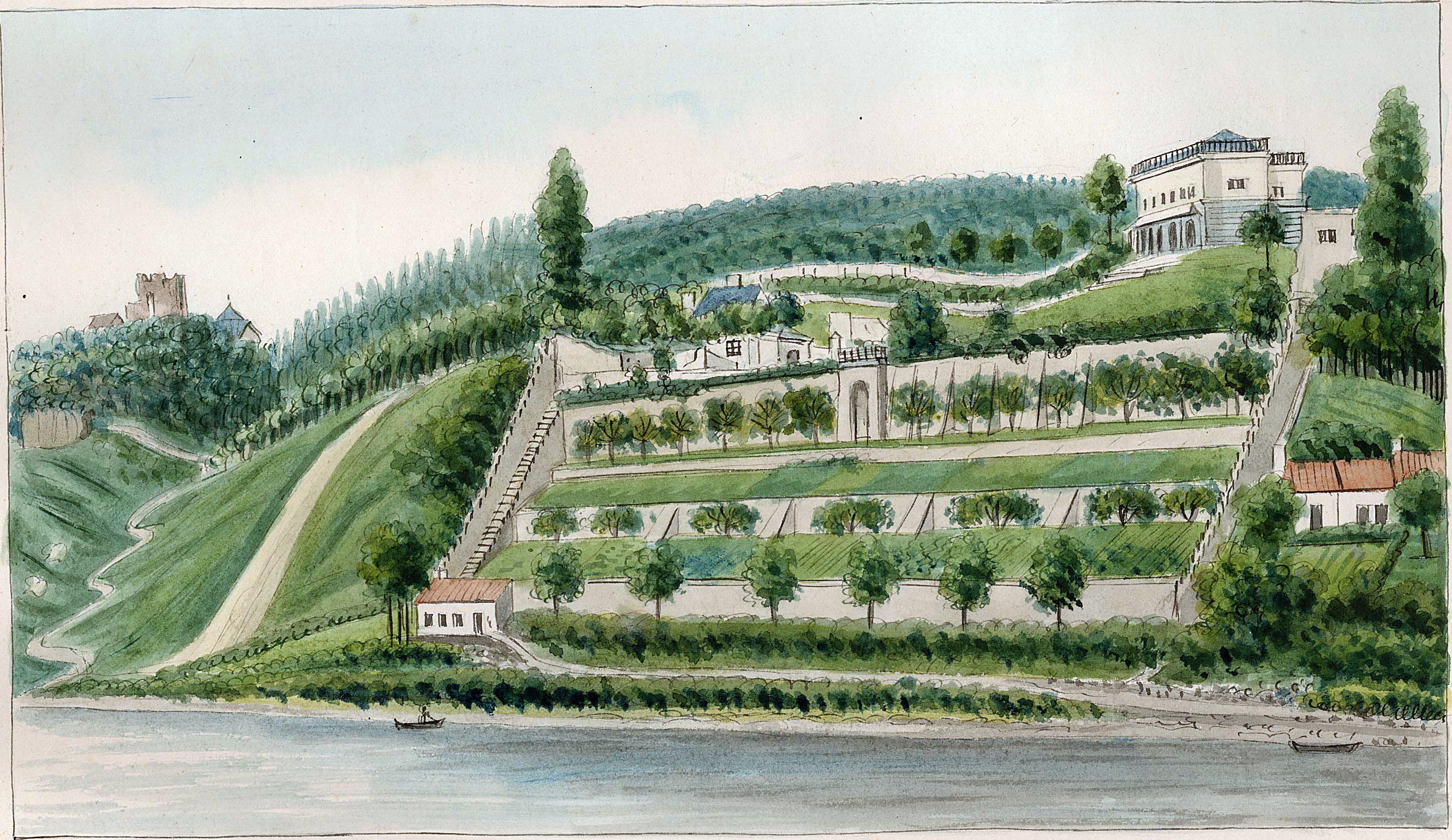
Buitensociëteit Slavante, ofwel "le nouveau casino militaire" (Ph. v. Gulpen, ca. 1850)

In 1840 werd in Maastricht een nieuwe herensociëteit opgericht, de Sociëteit Momus, eveneens aan het Vrijthof gevestigd. Deze richtte zich, naast de gezelligheidsactiviteiten voor leden, op liefdadigheid en de organisatie van evenementen voor de gemeenschap, waaronder het Maastrichtse carnaval. Momus had aanvankelijk een eigen buitensociëteit op de Sint Pietersberg, maar vanaf de jaren 1850 mochten de leden gebruik maken van het in 1846 gereed gekomen "casino" Slavante. Deze buitensociëteit op de oostelijke helling van de Sint Pietersberg was aanvankelijk bedoeld voor de leden van de Groote Sociëteit, maar dit werd al spoedig verruimd. Het gebied Slavante bij het voormalige Observantenklooster was vanouds populair voor uitjes en zo kon men toch "onder mekaar" blijven.
In 1868 werd het sociëteitsgebouw aan het Vrijthof verbouwd. De tweede etage werd inpandig weggebroken, zodat er op de begane grond een ruime en hoge balzaal ontstond. Sinds die tijd zijn de ramen op de tweede etage geblindeerd. Over die blinde ramen gingen in Maastricht allerlei verhalen rond. Zo zouden daarachter geheime vergaderingen van vrijmetselaars worden gehouden. De Maastrichtse kunstenaar Théodore Schaepkens (1810-1883) ontwierp een plafondschildering voor de nieuwe zaal, maar dit ontwerp is ofwel niet uitgevoerd, ofwel later vervangen.
De meeste ledenlijsten van de vereniging zijn helaas grotendeels verloren gegaan, zodat van veel bekende militairen, bestuurders en industriëlen niet bekend is, of ze ooit lid waren van de Groote Sociëteit. De sociëteit ontving diverse malen hoge gasten. Zo bezochten in de negentiende eeuw de koningen Willem II en Willem III (de laatste vergezeld van koningin Sophie) de buitensociëteit Slavante. Op 21 mei 1895 namen ook koningin-regentes Emma en haar dochter Wilhelmina een kijkje op de buitensociëteit. Het bezoek werd herhaald op 16 juli 1903, toen koningin Wilhelmina met haar echtgenoot Prins Hendrik Maastricht bezocht. Ook in 1910 bezocht de prins de sociëteit.
Per 1 januari 1907 fuseerde de Groote Sociëteit met de in financiële moeilijkheden gekomen Société d'Émulation (Maastrichtsch Æmulatie Corps, Maastrichtsch Genootschap), een sociëteit die aan de zuidzijde van het Vrijthof gevestigd was en in 1784 mede door leden van de Groote Sociëteit was opgericht. De naam werd daarna gewijzigd in Groote Sociëteit en Æmulatie. In 1985 volgde een tweede fusie met de Sociëteit D'Eglantier, waarna een tweede naamswijziging resulteerde in Groote Sociëteit en D'Eglantier. Het lidmaatschap staat anno 2020 open voor mannen én vrouwen en verloopt via het systeem van coöptatie, waarbij minimaal twee leden een nieuwe kandidaat voorstellen, die door het bestuur wordt geballoteerd. Het gebouw wordt sinds 2023 uitgebaat door de Event Management Group uit Thorn.

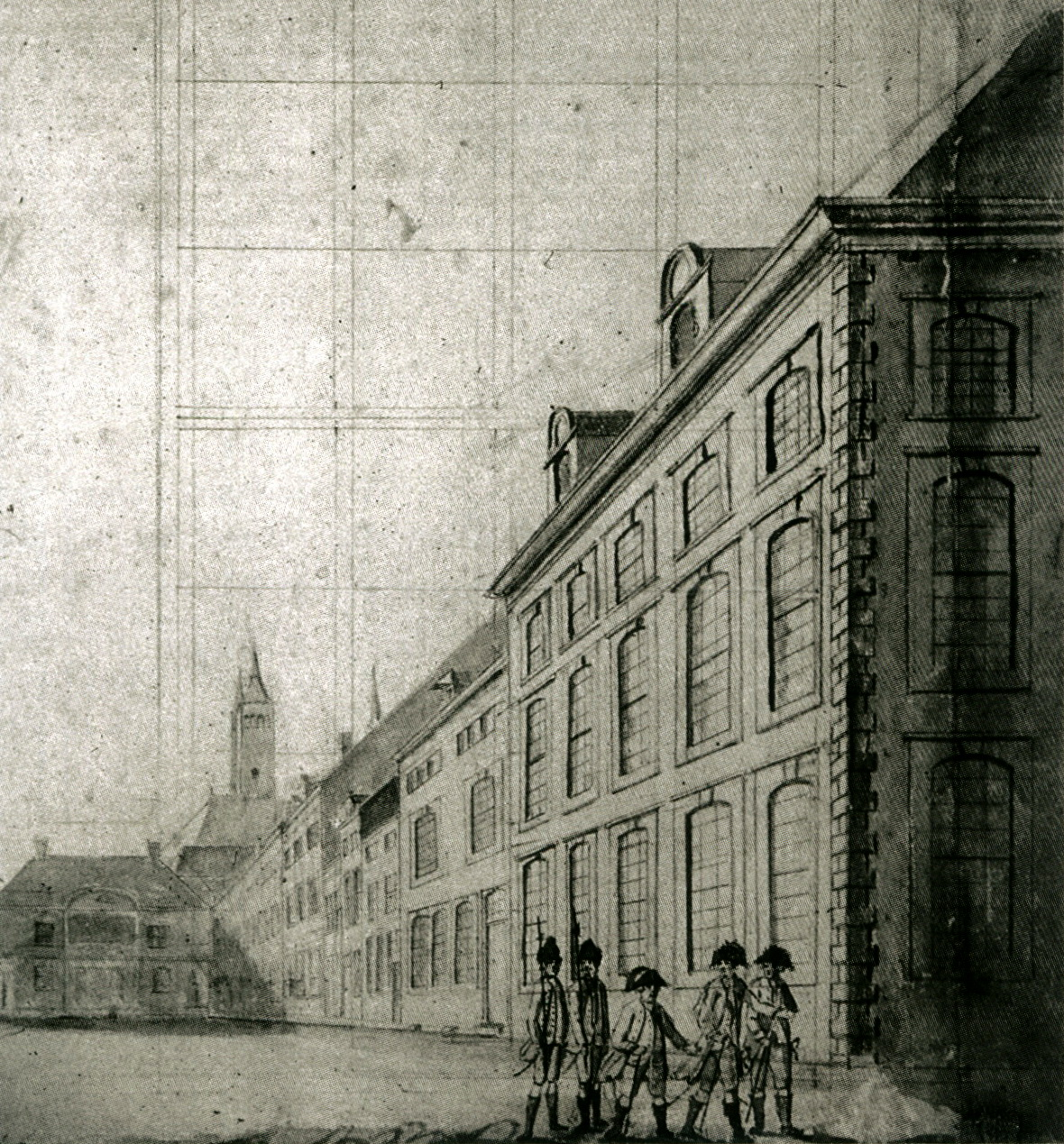
Noordwesthoek Vrijthof, ca. 1800
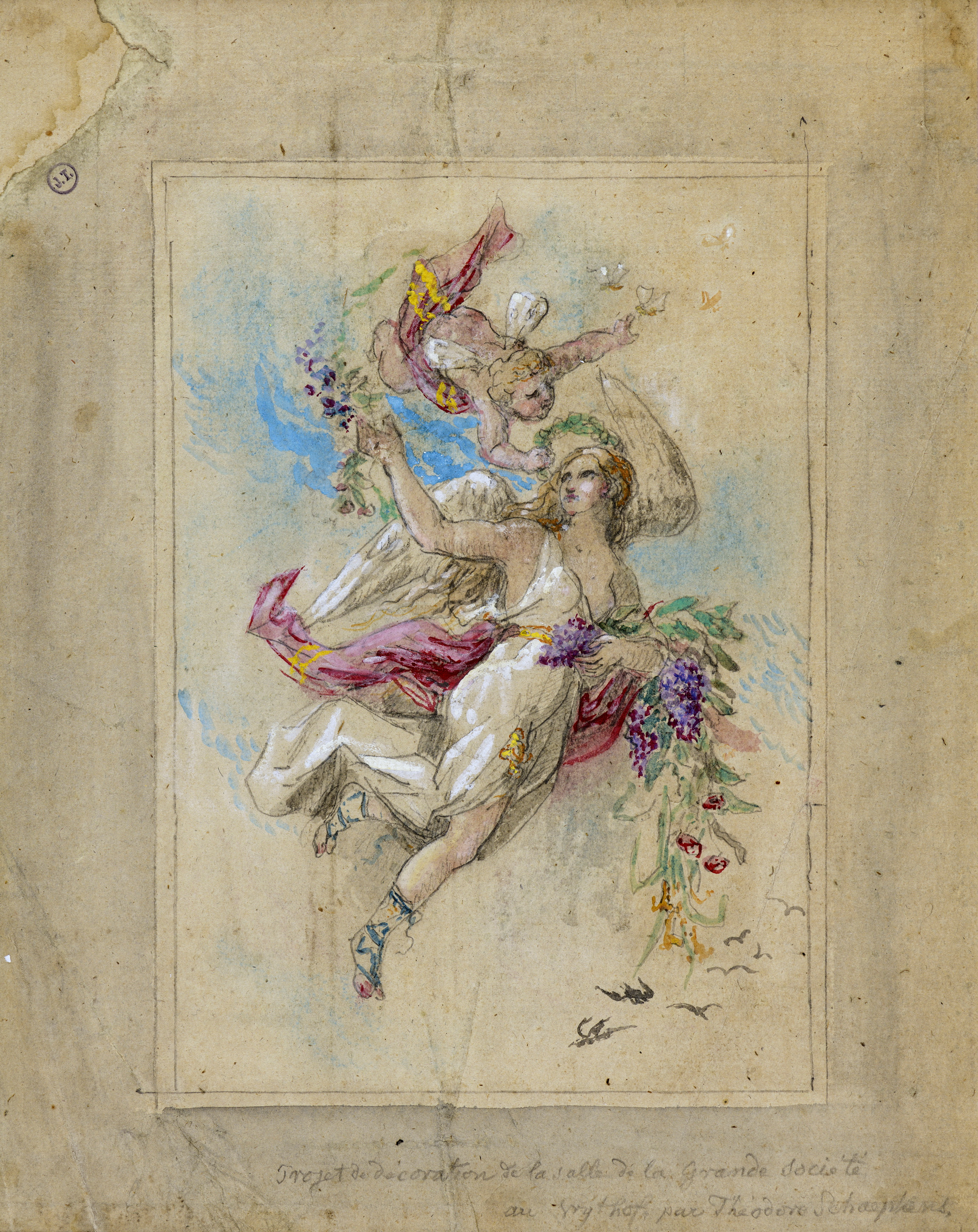
Ontwerp plafondschildering, Th. Schaepkens, ca. 1868
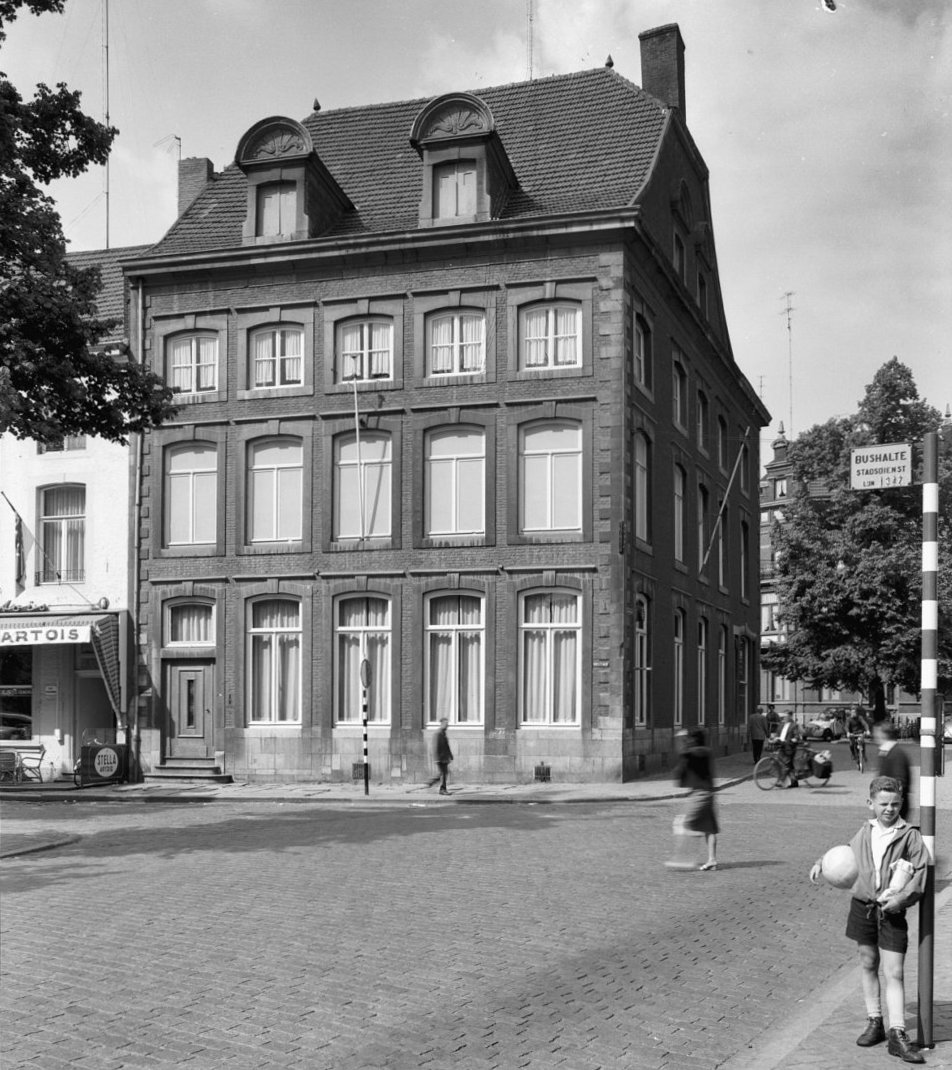
Groote Sociëteit, Vrijthofzijde, 1962
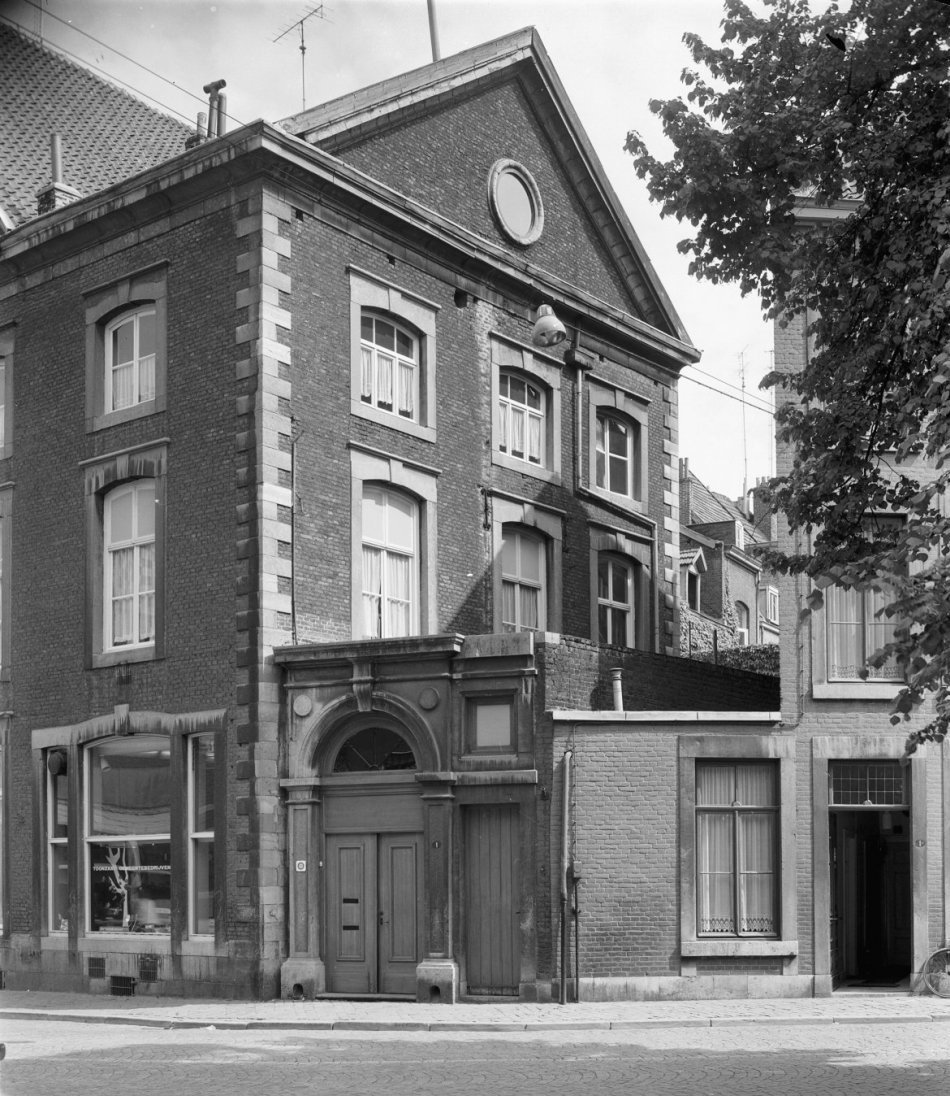
Idem, achterkant, 1962

## Architectuur

### Exterieur

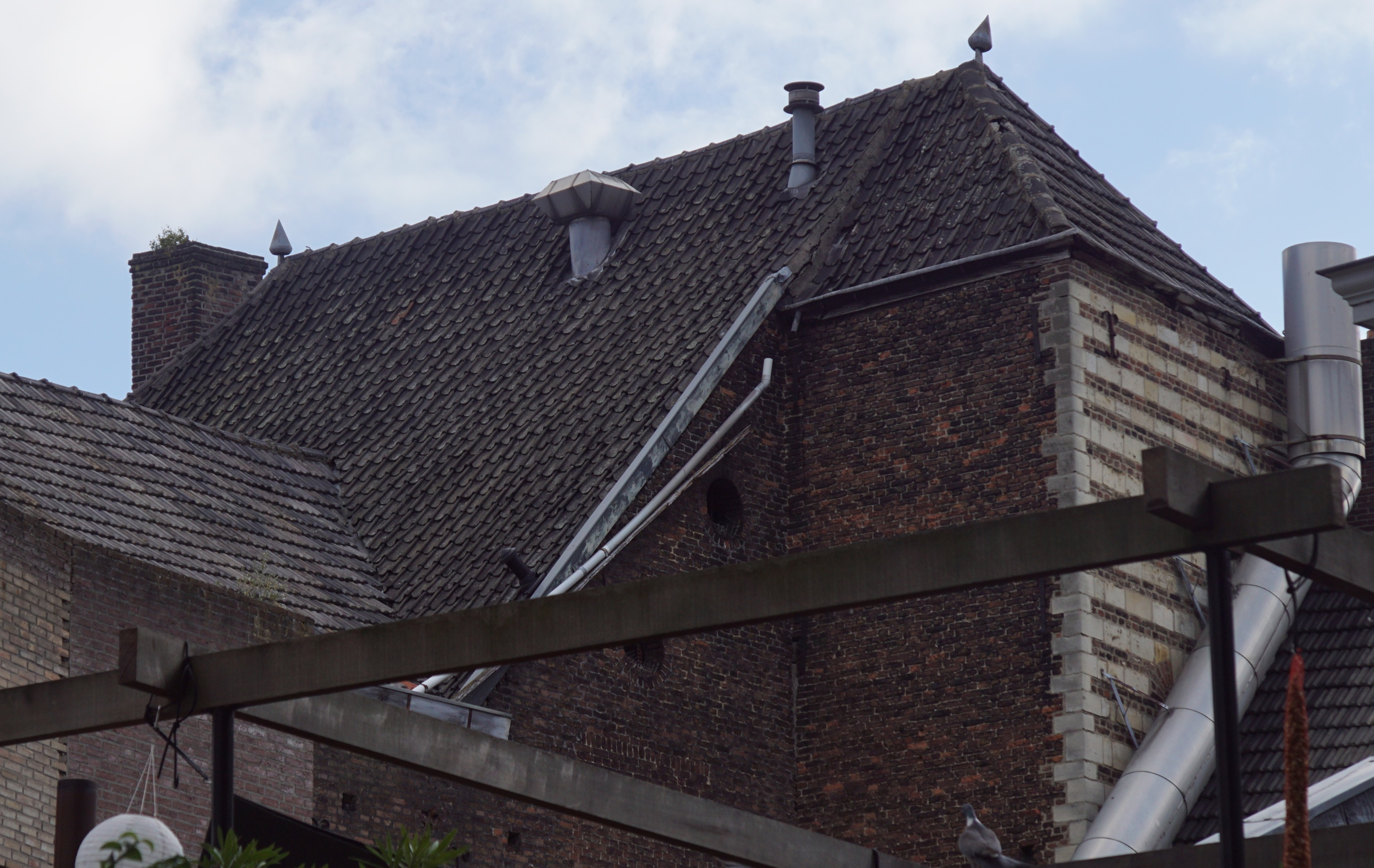
Achtergevels, deels met speklagen

Het gebouw van de Groote Sociëteit is een groot bakstenen pand dat in feite uit twee bouwvolumes bestaat, met twee verschillende adressen: Vrijthof 36 en Keizer Karelplein 25. De twee bouwdelen horen echter bij elkaar en zijn gelijktijdig tot stand gekomen. Het pand is onderkelderd, heeft drie verdiepingen en een hoog opgaand wolfsdak. De gevel aan het Vrijthof telt vijf vensterassen; die aan het Keizer Karelplein eveneens vijf, maar de rechter travee is een stuk breder en heeft op de begane grond een samengestelde raampartij, bestaande uit een breed middendeel en smalle zijramen. Mogelijk is hier ooit een deur of poort geweest. De ramen zijn alle voorzien van segmentboogvormige omlijstingen van Naamse steen. De hoeken van de gevels worden gemarkeerd door in kettingverband geplaatste hoekstenen, eveneens van grijze hardsteen. De achtergevel van het pand is, door de scherpe bocht in de weg en doordat het pand aan deze kant deels vrij ligt, zichtbaar vanaf het Keizer Karelplein. De gevel van dit bouwdeel eindigt in een driehoekig fronton met een oculusvenster. Een hardstenen poort in neoclassicistische stijl verbindt dit gedeelte met het belendende pand. De zuidgevel, die niet of nauwelijks zichtbaar is vanaf de straat, bestaat uit speklagen van baksteen en mergelsteen met muurankers. Dit deel is waarschijnlijk zeventiende-eeuws of ouder.

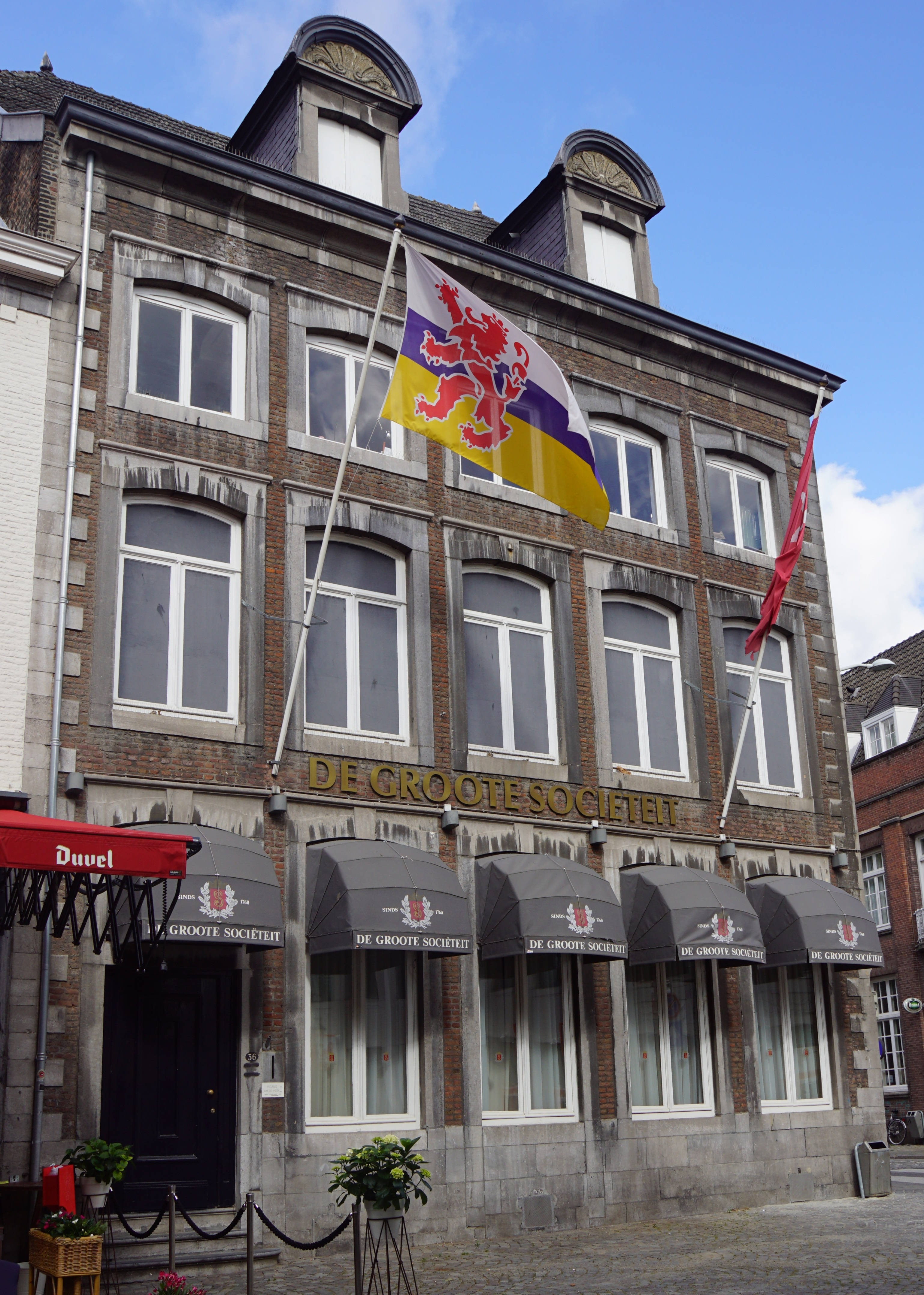
Vrijthofgevel, overzicht
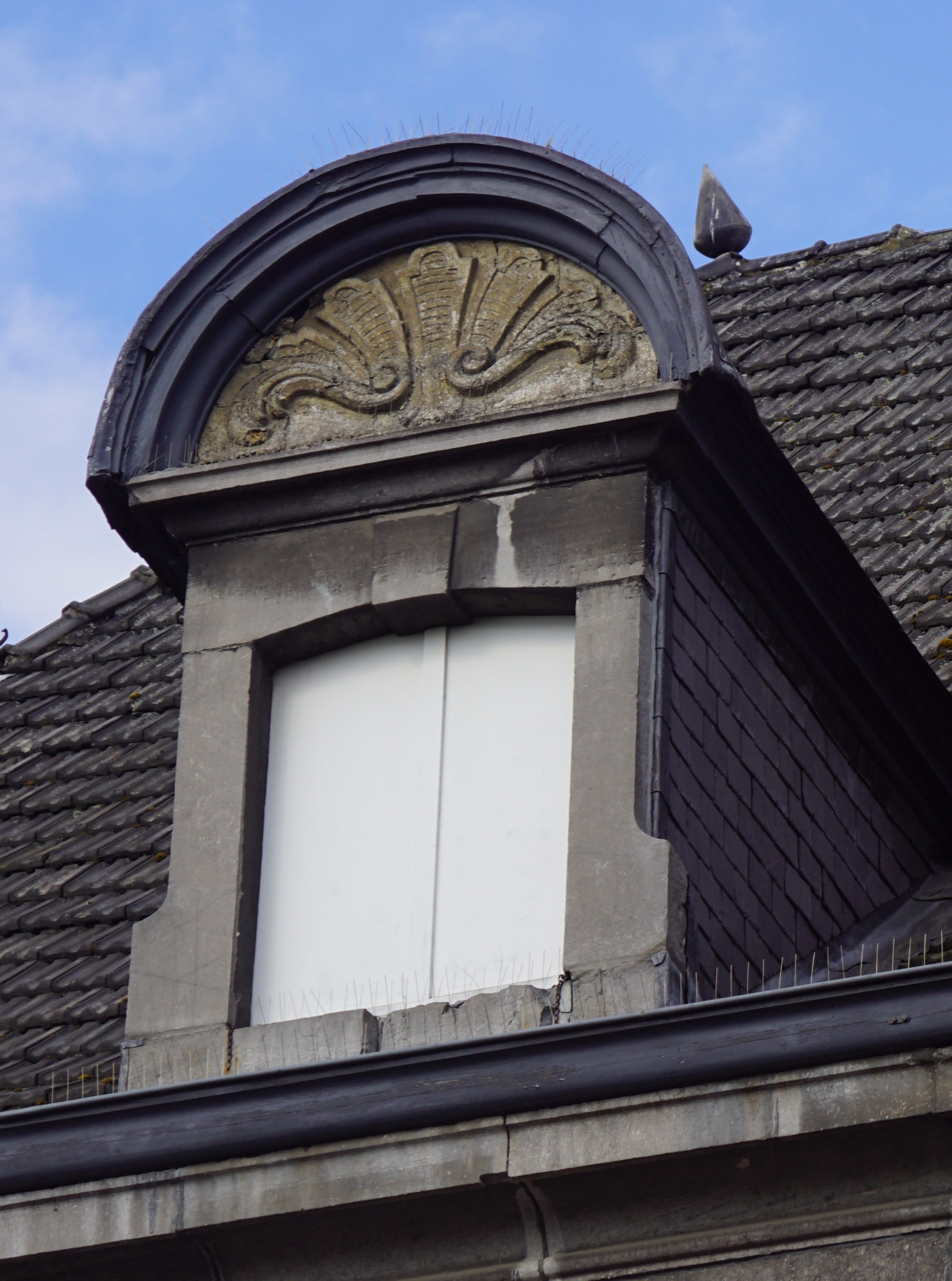
Vrijthofgevel, dakkapel
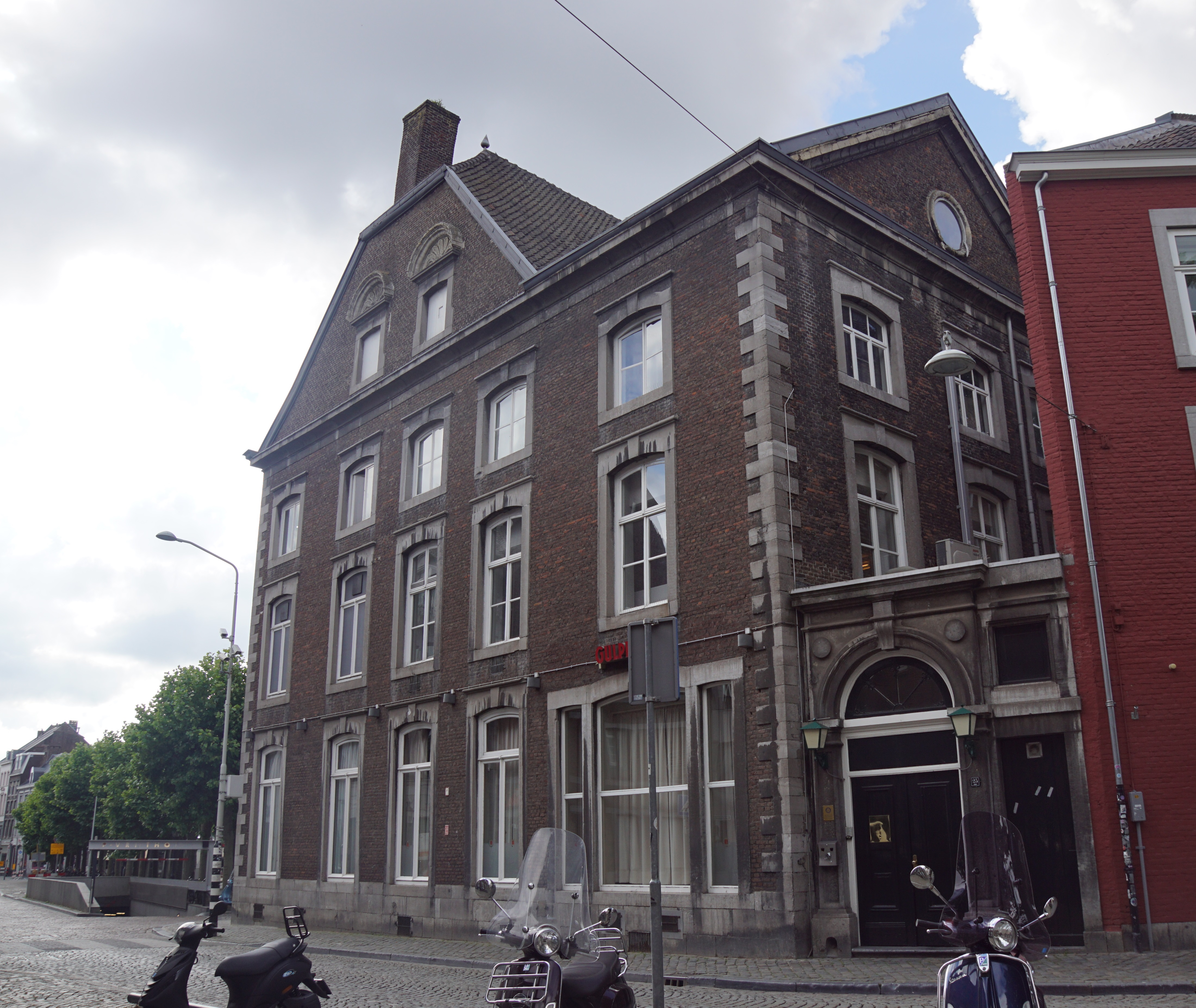
Noord- en westgevel, overzicht
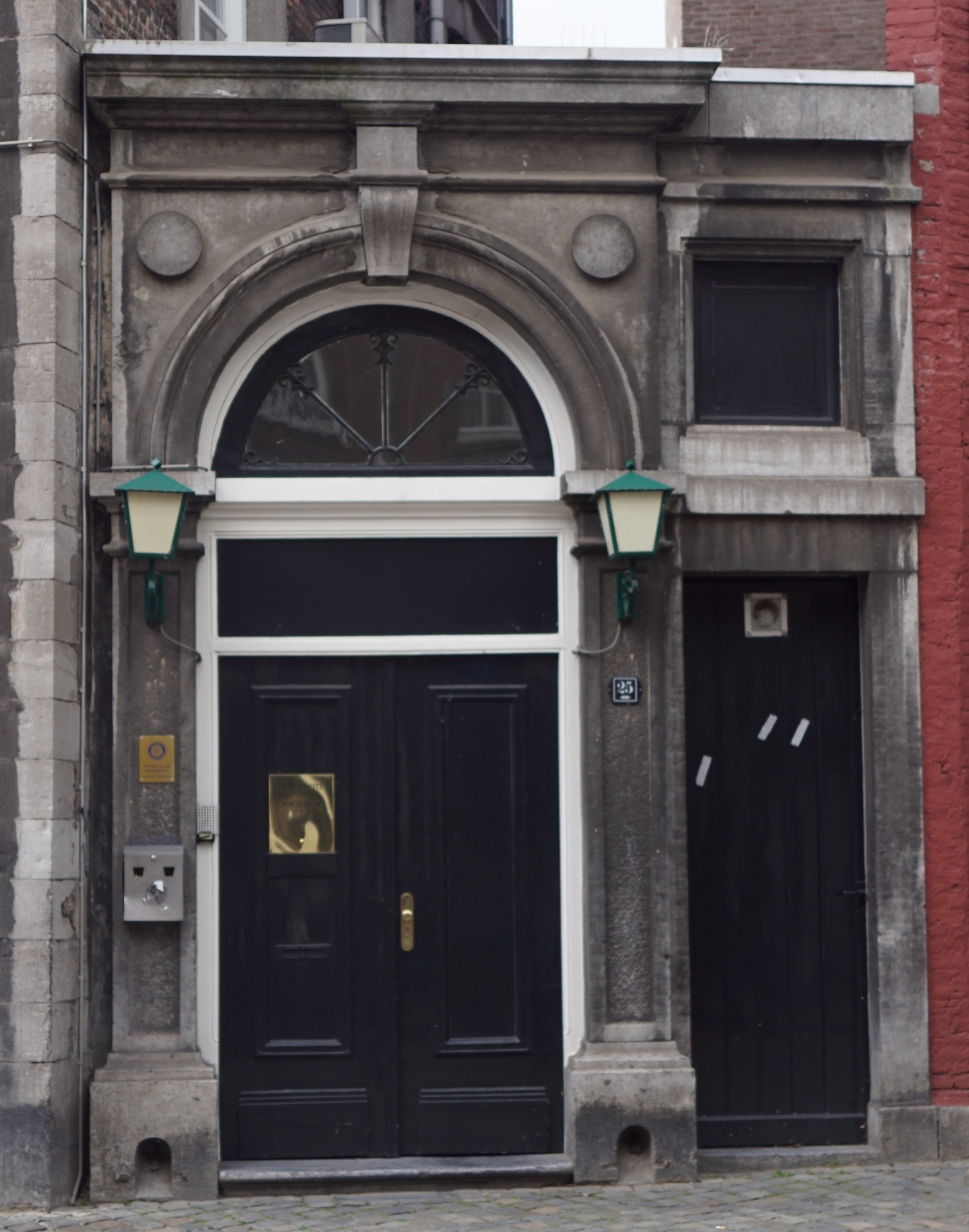
Noordgevel, hardstenen poort

### Interieur
Het neoclassicistische interieur uit 1868 is vrijwel compleet bewaard gebleven. Opvallend zijn in de balzaal op de begane grond het hoog opgaande plafond en de gestucte pilasters tussen de deuren en ramen. Rijk gedecoreerde schoorsteenmantels, spiegels, parketvloeren en kroonluchters bepalen de sfeer. Onder het gebouw bevindt zich een grote kelder bestaande uit verschillende ruimten met tongewelven. De hier gebruikte kolenzandsteen duidt op een hoge ouderdom, wellicht middeleeuws.